# Olszany (Basses-Carpates)
Pour les articles homonymes, voir Olszany.
Olszany est une localité polonaise de la gmina de Krasiczyn, située dans le powiat de Przemyśl en voïvodie des Basses-Carpates.